# Обсада на Видин (1913)
Вижте пояснителната страница за други значения на Обсада на Видин.
Обсадата на Видин през юли 1913 г. е неуспешен опит на сръбски войски да превземат града по време на Междусъюзническата война.

## Бойни действия между Дунав и Тимок в началото на войната
Между 22 и 25 юни Първа българска армия развива успешно настъпление в долината на Тимок, но румънското нахлуване през Дунав и неуспехите на гръцкия фронт карат българското главно командване да прехвърли по-голямата ѝ част в Македония. При отстъплението си край град Фердинанд много войници от 9-а пехотна дивизия се разбунтуват и предават (5 юли) в плен на румънците. Така за пресрещане на сръбското контранастъпление в района на Белоградчик и Видин остават малобройни, предимно опълченски части.

## Обкръжаване на Видин от сърбите
На 8 юли белоградчишкият гарнизон е разбит от настъпващите сърби (от Тимошката групировка) и останките му се оттеглят към Видин. На следващия ден сърбите влизат в Белоградчик, а конницата им прекъсва сухопътните връзки на Видинската крепост с неокупираните български земи. Край село Бела Рада се води кръвопролитен бой между сръбския авангард и разузнавателен отряд от крепостния гарнизон, който е принуден да се оттегли.
До 12 юли Тимошките войски (между 16 и 21 батальона III призив с 54 оръдия, в т. ч. шест скорострелни и гаубични батареи под командването на полковник Вукоман Арачич) затягат плътно обръча около Видин от юг, запад и север. Градът е отбраняван от 3000 опълченци и 1200 редовни войници с общо 52 оръдия, повечето от които остарели и с недостатъчно боеприпаси. На 14 юли сърбите започват артилерийски обстрел на укрепленията и на самия град. Българският комендант генерал Кръстю Маринов отхвърля на два пъти предложения да се предаде. Бомбардировките продължават три дни неефективно, военните и цивилните жертви от тях са незначителни.

## Щурмуване на крепостта
В късния следобед на 17 юли, след продължителна артилерийска подготовка и поредния отказ на гарнизона да се предаде, сръбската пехота напада в западния сектор между Новоселци и Смърдан. (Южният сектор, край форта Татарджик, е умишлено наводнен от българите, за да се затруднят действията на противника.) До вечерта 2 атаки са отбити с артилерийски и пушечен огън. На 18 юли сърбите известяват генерал Маринов за примирието, сключено същия ден в Букурещ. Веднага след това те отново щурмуват крепостта, този път от север, но контраатаката на русенската опълченска дружина ги принуждава да се оттеглят в безредие. След този последен опит за превземане на Видин страните прекратяват огъня. След сключването на Букурещкия мир сръбските войски се оттеглят обратно през границата.